# Vuorisaari (ö i Kymmenedalen)
Vuorisaari är en ö i Finland. Den ligger i Finska viken och i kommunen Kotka i den ekonomiska regionen  Kotka-Fredrikshamn i landskapet Kymmenedalen, i den södra delen av landet. Ön ligger nära Kotka och omkring 120 kilometer öster om Helsingfors.
Öns area är 87,3 hektar och dess största längd är 2,1 kilometer i sydöst-nordvästlig riktning. Ön höjer sig omkring 30 meter över havsytan.